# Elenovo, Blagoevgrad
Elenovo (în bulgară Еленово ) este un sat  în Obștina Blagoevgrad, Regiunea Blagoevgrad, Bulgaria.

## Demografie
Componența etnică a satului Elenovo
     Bulgari (97,35%)
     Nicio identificare (2,64%)
     Altele (0%)
La recensământul din 2011, populația satului Elenovo era de 189 locuitori. Din punct de vedere etnic, majoritatea locuitorilor (97,35%) erau bulgari. Pentru 2,64% din locuitori nu este cunoscută apartenența etnică.